# Liste der denkmalgeschützten Objekte in Pitzenberg
Die Liste der denkmalgeschützten Objekte in Pitzenberg enthält die denkmalgeschützten, unbeweglichen Objekte der oberösterreichischen Gemeinde Pitzenberg.

## Denkmäler
| Foto |                 | Denkmal                                                        | Standort                                  | Beschreibung | Metadaten |
| ---- | --------------- | -------------------------------------------------------------- | ----------------------------------------- | --- | --- |
| ja   | Datei hochladen | Hofkapelle, Wattmayr-Kapelle HERIS-ID: 88448 Objekt-ID: 103018 | gegenüber Aich 4 Standort KG: Pitzenberg  | Nachdem Mathias Mair (vulgo Wattmair in Aich) von einem schweren Unfall genesen war, ließ er 1911 die Kapelle an der heutigen Atzbacher Landesstraße errichten. Die Kapelle ist seit 2001 im Besitz der Gemeinde Pitzenberg und wurde umfassend renoviert (Turm, Kreuz, Verglasung, Anstrich). | BDA-Hist.: Q37725640 Status: § 2a Stand der BDA-Liste: 2025-06-30 Name: Hofkapelle, Wattmayr-Kapelle GstNr.: 1962 |
| ja   | Datei hochladen | Gemeindekapelle HERIS-ID: 88417 Objekt-ID: 102987              | bei Pitzenberg 10 Standort KG: Pitzenberg | Anstelle der verfallenen mittelalterlichen Kirche von Pitzenberg errichtete man eine Kapelle. 1885 wurde auch diese abgetragen und die Gemeindekapelle neu errichtet. | BDA-Hist.: Q37725476 Status: § 2a Stand der BDA-Liste: 2025-06-30 Name: Gemeindekapelle GstNr.: 1820              |